# Sam Most
Samuel Sam Most (Atlantic City, Nueva Jersey, 16 de diciembre de 1930-13 de junio de 2013) fue un flautista de jazz y saxofonista tenor de Los Ángeles, Estados Unidos.

## Biografía
Comenzó su carrera musical a la edad de 18 años con las bandas de Tommy Dorsey, Shep Fields, Boyd Raeburn y Don Redman. También realizó presentaciones con su hermano mayor, el clarinetista Abe Most.
Su primera grabación a los 23 años, un sencillo llamado "Undercurrent Blues", lo estableció como el "primer flautista bop". Al año siguiente fue galardonado con el "Premio Nueva Estrella de la Crítica" de la revista Down Beat.
Entre los años 1953 y 1958 dirigió y grabó para los sellos Prestige, Debut, Vanguard y Bethlehem, estando en la vanguardia de la improvisación del jazz con la flauta. También hizo el trabajo de sesión para Chris Connor, Paul Quinichette y Teddy Wilson. Fue miembro de la banda de Buddy Rich entre 1959 a 1961.

## Discografía

### Como líder
- Undercurrent Blues (1952)
- Sam Most - Introducing a New Star (1952)
- Bebop Revisited vol. 3 (1954)
- I'm Nuts about the Most...Sam, that is! (1954)
- The Mann with the Most Herbie Mann - Sam Most Quintet (1955)
- Sam Most Sextet 12 (1955)
- Musically Yours (1956)
- Doubles in Jazz, The Sam Most Sextet (1957)
- The Amazing Sam Most (1957)
- Sam Most Plays Bird Bud Monk & Miles (1957)
- Sam Most Quartet Plus Two (1958)
- Jungle Fantasy/Plop Plop Boom (1970)
- Mostly Flute Xanadu (1976)
- Flute Flight  Xanadu (1977)
- But Beautiful (Catalyst Records, 1978)
- Flute Talk with Joe Farrell - Xanadu (1979)
- From The Attic Of My Mind  Xanadu (1980)
- Any Time Any Season (1987)
- Simply Flute (2008)
- Solo Flute (2009)
- Organic Flute (2010)
- A Time for Love - Most, Alcivar (2012)

### Como sideman
Con Paul Quinichette
- Moods (EmArcy, 1954)

Con Clare Fischer
- Extension (Pacific Jazz, 1963)

Con Louis Bellson
- Thunderbird (Impulse!, 1965)

Con Lalo Schifrin
- There's a Whole Lalo Schifrin Goin' On (Dot, 1968)
- Ins and Outs (Palo Alto, 1982)